# Colon
Der Grimmdarm (fachsprachlich auch [das] Colon oder eingedeutscht [das] Kolon, von lateinisch cōlon, von altgriechisch κῶλον kōlon, deutsch ‚Darm, Wurst‘) ist der mittlere Abschnitt des Dickdarms der Säugetiere. Er beginnt nach dem Blinddarm (Caecum) und geht an seinem Ende in den Mastdarm (Rektum) über. Die deutsche Bezeichnung Grimmdarm wird sowohl in der Wissenschaft als auch in der Alltagssprache nur noch selten verwendet.

## Colon des Menschen
| |  |
| Der menschliche Dickdarm: 1. Aufsteigendes Kolon (Colon ascendens) 2. Querkolon (Colon transversum) 3. Absteigendes Kolon (Colon descendens) 4. Sigma (Colon sigmoideum) 5. End- oder Mastdarm (Rectum), kein Teil des Colons |  |

Beim Menschen verläuft das Colon ungefähr in Form eines umgedrehten U. Es werden fünf Abschnitte unterschieden:
- Caecum: Blinddarm (nicht zu verwechseln mit dem umgangssprachlich „Blinddarm“ genannten Wurmfortsatz)
- Colon ascendens: aufsteigendes Colon
- Colon transversum: Querkolon (Querdickdarm), nach der rechten Colonflexur (Flexura coli dextra)
- Colon descendens: absteigendes Colon, nach der linken Colonflexur (Flexura coli sinistra)
- Colon sigmoideum: Sigma-Schlinge, Sigma, Sigmoid

Beim Menschen liegt das Colon ascendens retroperitoneal (genauer: sekundär retroperitoneal). Der Teil des Peritoneums, der das Colon ascendens mit der hinteren Bauchwand verbindet, wird Faszie von Toldt genannt. Das Colon transversum liegt intraperitoneal, wodurch es sehr viel beweglicher ist, da es nicht im selben Ausmaß durch die peritoneale Hülle an der Bauchwand fixiert wird. Es finden sich hier nur Anheftungspunkte über die Radix mesocolontransversum (über eine peritoneale Falte, die Colon transversum, Magen und oberen Teil des Zwölffingerdarms umschließt) sowie über das Ligamentum gastrocolicum (Verbindung von Magen und Colon transversum). Das Colon descendens liegt wie sein Gegenüber (sekundär) retroperitoneal.

### Morphologische Besonderheiten
- Haustren: außen sichtbare Ausbuchtungen der Dickdarmwand.
- Plicae semilunares coli: innen sichtbare Falten, die äußerlich als Einschnürungen die Haustren voneinander abgrenzen.
- Tänien: drei äußere Längsmuskelstreifen (Taenia libera, Taenia mesocolica, Taenia omentalis).
- Appendices epiploicae: mit Fett gefüllte Ausstülpungen der äußeren Schicht, Tunica serosa.

### Blutbahnen
Die arterielle Blutversorgung des aufsteigenden Colons erfolgt über die Arteria colica dextra. Das Colon transversum wird von der Arteria colica media und das absteigende Colon von der Arteria colica sinistra versorgt. Die beiden erstgenannten Arterien sind Äste der Arteria mesenterica superior während die Arteria colica sinistra ein Ast der Arteria mesenterica inferior ist. Das Versorgungsgebiet beider Arterien ist durch Gefäßarkaden über die Riolan-Anastomose verbunden. Der venöse Abfluss des Blutes erfolgt über die Mesenterialvenen hin zur Pfortader (Vena portae).

### Nervenstränge
Die autonome Innervation des Colons erfolgt von Seiten des Sympathikus aus über den Grenzstrang (lateinisch Truncus sympathicus), den Nervus splanchnicus major und minor und prävertebrale Ganglien. Die parasympathische Innervation teilt sich der Nervus vagus mit Ästen der sakralen Nervi splanchnici pelvici. Der unscharfe Übergang dieser parasympathischen Innervationsgebiete befindet sich etwa im letzten Drittel des Colon transversum am Cannon-Böhm-Punkt.

### Funktion
Im aufsteigenden und im Querkolon werden vor allem Wasser und Elektrolyte resorbiert. Darüber hinaus findet eine Fermentation des Darminhalts durch Bakterien statt. In den hinteren Kolonabschnitten wird der Darminhalt weiter eingedickt und gespeichert.
Das Colon zeigt zwei Bewegungsmuster. Durch Kontraktionen der Ringmuskelschicht (Segmentation) entstehen die Haustren, wodurch der Darminhalt zurückgehalten und durchmischt wird. Teilweise kommt es auch zu einem Rücktransport des Darminhalts in das aufsteigende Kolon und den Blinddarm. Das zweite Bewegungsmuster sind Massenbewegungen, die zwei- bis dreimal am Tag den Darminhalt um 20 bis 30 cm vorschieben.

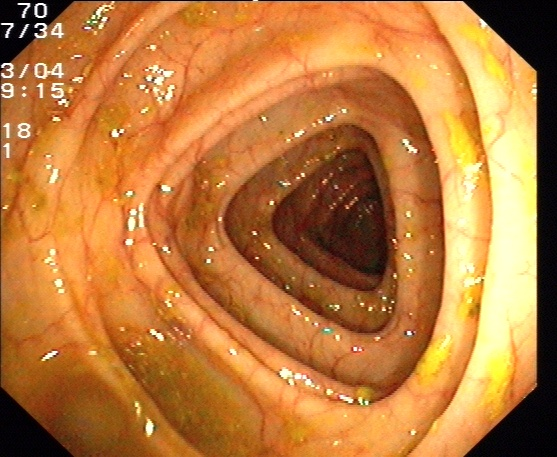
Normaler Dickdarm (Colon transversum)
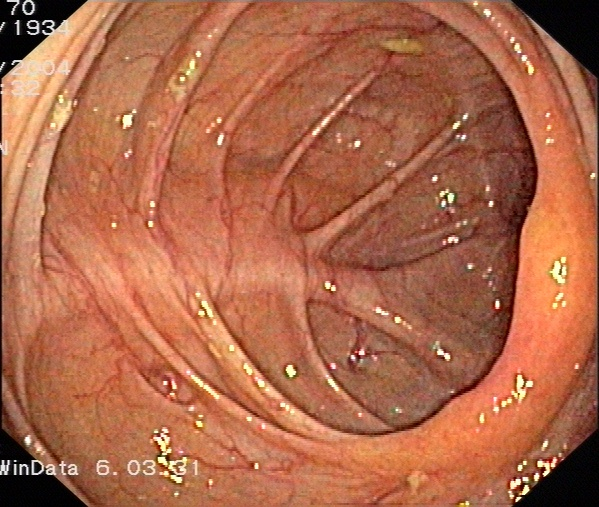
Blick vom Colon ascendens in das Zökum, die Bauhinsche Klappe ist am rechten Bildrand zu sehen

## Colon der Raubtiere
Der Colon hat bei Raubtieren, im Gegensatz zu dem des Menschen und dem von Pflanzenfressern, keine Tänien und eine glatte Oberfläche. Ein Colon sigmoideum ist bei Raubtieren ebenfalls nicht ausgebildet. Das „U“ ist bei ihnen aufgrund der anderen Körperorientierung nach hinten offen.

## Colon der Pflanzenfresser

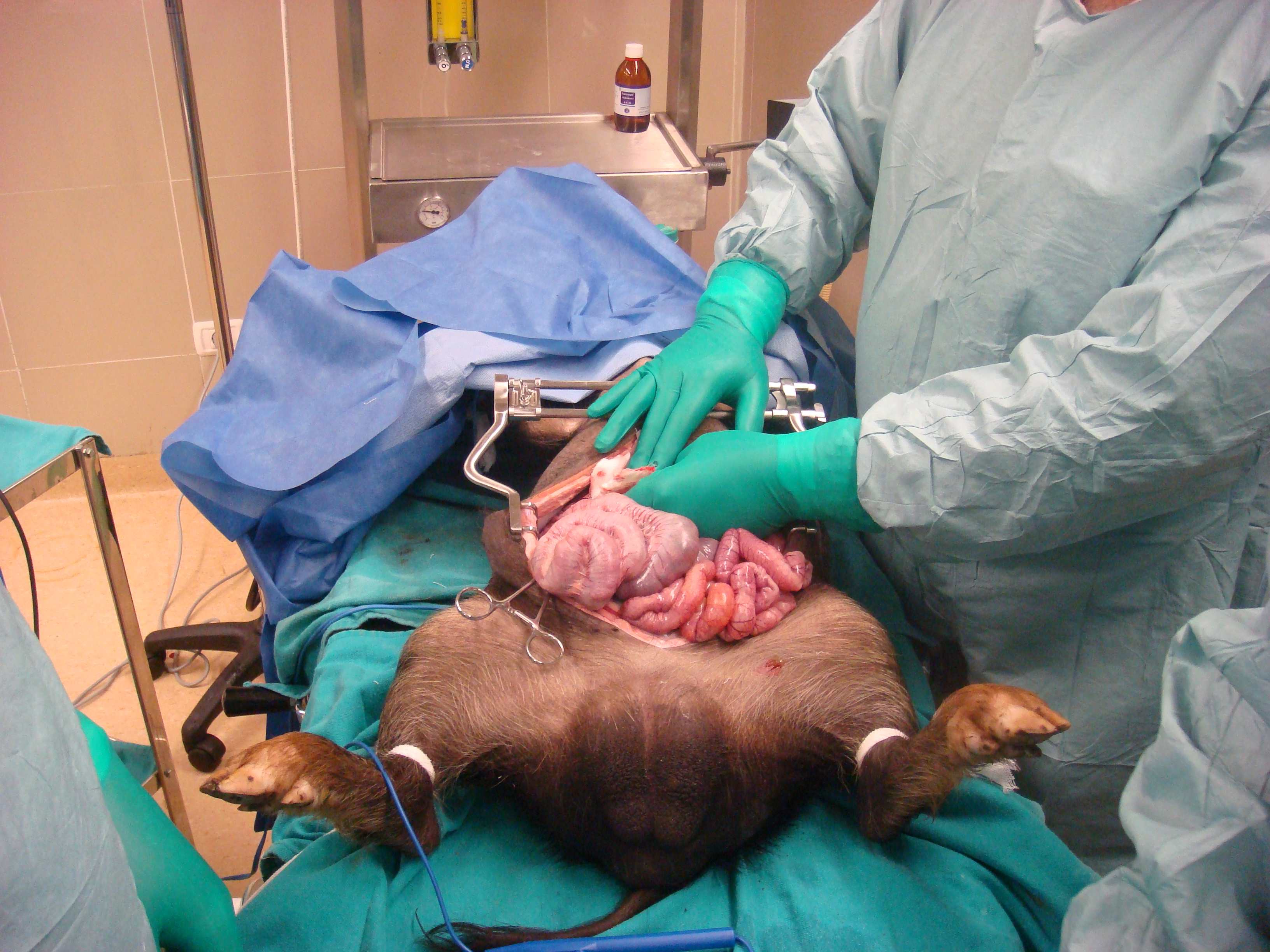
Bienenkorbartiges Colon eines Schweins

Bei den Pflanzenfressern (Herbivoren) und auch bei einigen Allesfressern (Omnivoren) ist der Grimmdarm teilweise erheblich modifiziert, da er noch in erheblichem Umfang dem mikrobiellen Aufschluss von Zellulose dient. Diese baulichen Variationen betreffen vor allem das Colon ascendens.
Bei Pferden wird das Colon ascendens auch als „großes Colon“ bezeichnet, da es mit etwa 3–4 m Länge und etwa 100 l Fassungsvermögen sehr geräumig ist. Das große Colon ist in Form zweier u-förmiger Schlaufen übereinandergelegt (auch als Doppelhufeisenform bezeichnet). Das Colon beginnt mit einem rechts aufsteigenden Teil (Colon ventrale dextrum), schlägt in der Flexura sternalis (Brustbeinkrümmung) nach links und zieht als linke bauchseitige Längslage (Colon ventrale sinistrum) wieder in Richtung Beckeneingang. In der Beckenflexur (Flexura pelvina) schlägt es sich nach oben um und zieht als linke obere Längslage (Colon dorsale sinistrum) in Richtung Zwerchfell. Dort biegt es sich nach rechts (Zwerchfellkrümmung, Flexura diaphragmatica) und zieht als rechte obere Längslage (Colon dorsale dextrum) wieder nach hinten und geht anschließend in Colon transversum und Colon descendens über.
Bei den Paarhufern, Hasenartigen und Meerschweinchen ist das Colon ascendens eingerollt (Ansa spiralis coli). Beim Rind sind diese Colonschleifen zu einer flachen Spirale gelegt (Kolonscheibe), beim Schwein bilden die Schleifen einen Kegel, ähnlich der Gestalt eines Bienenkorbs. Die Windungen laufen zentripetal (Gyri centripetales) zu einer zentralen Biegung (Flexura centralis) und dann als Zentrifugalwindungen (Gyri centrifugales) zum Colon transversum.
Bei einigen Säugetieren (z. B. Pferde, Schweine, Kaninchen, Chinchillas) ist die Längsmuskelschicht des Grimmdarms wie beim Menschen zu Bandstreifen (Tänien) verstärkt. Dadurch entstehen charakteristische Aussackungen zwischen diesen Tänien, die Poschen (lateinisch Haustra).

## Erkrankungen
- Kolonatresie
- Colitis (Grimmdarmentzündung)
- Colitis ulcerosa
- Colonkarzinom (Dickdarmkrebs)
- Divertikulitis
- Morbus Crohn
- Obstipation (Verstopfung)

Bauchschmerzen wurden früher als „Bauchgrimmen“ oder „Grimmen“ (von mittelhochdeutsch grimme) bezeichnet. Bei Pferden ist das Colon häufig von Verlagerungen und Verstopfungen betroffen und damit Sitz einer Kolik.
Eine abnorme Länge des Colons nennt sich Dolichokolie.
Zu den ersten Chirurgen, die Teile des Colons, etwa bei Dickdarmkrebs, entfernten, gehören Jean-François Reybard (1833) und Carl Gussenbauer (1877).